# Hassan Nader
Hassan Nader (arab. حسن نادر, ur. 8 lipca 1965 w Casablance) – piłkarz marokański grający na pozycji napastnika.

## Kariera klubowa
Nader urodził się w Casablance i tam też rozpoczął karierę piłkarską w klubie Wydad Casablanca. W sezonie 1982/1983 zadebiutował w pierwszej lidze marokańskiej. Swoje pierwsze sukcesy w karierze osiągnął w sezonie 1985/1986, gdy wywalczył z Wydadem mistrzostwo Maroka, a z 13 golami został królem strzelców ligi. Rok później także był najlepszym strzelcem rozgrywek, tym razem zdobywając 12 bramek. W sezonie 1988/1989 strzelił 18 bramek, co dało mu trzecią koronę króla strzelców. Wraz z Wydadem wygrał zarówno Puchar Maroka, jak i Arabską Ligę Mistrzów. W 1990 roku zdobył to pierwsze trofeum, a także został mistrzem kraju.
Latem 1990 roku Nader trafił do Europy i został piłkarzem hiszpańskiego RCD Mallorca. W Primera Division zadebiutował 7 października w wygranym 1:0 domowym meczu z Realem Betis. W ataku Mallorki występował wraz z Hiszpanem Claudio Barragánem. W 1991 roku wystąpił z Mallorką w finale Pucharu Hiszpanii, przegranym 0:1 z Atlético Madryt.
W 1992 roku Marokańczyk zaczął występować w lidze portugalskiej w barwach drużyny SC Farense. Tam stał się gwiazdą i najlepszym strzelcem. W sezonie 1994/1995 zajął z Farense 5. miejsce w lidze, najwyższe w historii klubu, a zdobywając 21 goli został królem strzelców portugalskiej ligi.
Wysoka skuteczność Nadera zaowocowała transferem do stołecznej Benfiki. Tam na skutek kontuzji rozegrał tylko 17 spotkań przez dwa sezony, w których zaliczył 7 trafień. W 1996 roku został wicemistrzem Portugalii i dotarł do finału Pucharu Portugalii.
W 1997 roku Nader wrócił do Farense, w którym występował do 2004 roku, kiedy to zakończył piłkarską karierę. Swój ostatni sezon spędził grając w drugiej lidze Portugalii. W barwach Farense przez 10 sezonów zdobył 101 goli.
| Sezon   | Klub             | Kraj       | Rozgrywki        | Mecze | Bramki |
| ------- | ---------------- | ---------- | ---------------- | ----- | ------ |
| 1982/83 | Wydad Casablanca | Maroko     | GNF 1            | ?     | ?      |
| 1983/84 | Wydad Casablanca | Maroko     | GNF 1            | ?     | ?      |
| 1984/85 | Wydad Casablanca | Maroko     | GNF 1            | ?     | ?      |
| 1985/86 | Wydad Casablanca | Maroko     | GNF 1            | ?     | 13     |
| 1986/87 | Wydad Casablanca | Maroko     | GNF 1            | ?     | 12     |
| 1987/88 | Wydad Casablanca | Maroko     | GNF 1            | ?     | ?      |
| 1988/89 | Wydad Casablanca | Maroko     | GNF 1            | ?     | 18     |
| 1989/90 | Wydad Casablanca | Maroko     | GNF 1            | ?     | ?      |
| 1990/91 | RCD Mallorca     | Hiszpania  | Primera Division | 30    | 5      |
| 1991/92 | RCD Mallorca     | Hiszpania  | Primera Division | 15    | 2      |
| 1992/93 | SC Farense       | Portugalia | Primeira Divisão | 20    | 9      |
| 1993/94 | SC Farense       | Portugalia | Primeira Divisão | 27    | 15     |
| 1994/95 | SC Farense       | Portugalia | Primeira Divisão | 31    | 21     |
| 1995/96 | SL Benfica       | Portugalia | Primeira Divisão | 10    | 6      |
| 1996/97 | SL Benfica       | Portugalia | Primeira Divisão | 7     | 1      |
| 1997/98 | SC Farense       | Portugalia | Primeira Divisão | 19    | 9      |
| 1998/99 | SC Farense       | Portugalia | Primeira Divisão | 24    | 4      |
| 1999/00 | SC Farense       | Portugalia | Primeira Divisão | 27    | 7      |
| 2000/01 | SC Farense       | Portugalia | Primeira Divisão | 31    | 16     |
| 2001/02 | SC Farense       | Portugalia | Primeira Divisão | 22    | 6      |
| 2002/03 | SC Farense       | Portugalia | Liga de Honra    | 27    | 3      |
| 2003/04 | SC Farense       | Portugalia | Liga de Honra    | 24    | 11     |

## Kariera reprezentacyjna
W reprezentacji Maroka Nader zadebiutował w 1987 roku. W 1992 roku wystąpił w Pucharze Narodów Afryki 1992, jednak Marokańczycy odpadli już po fazie grupowej. Z kolei w 1994 roku selekcjoner Abdellah Blinda powołał go do kadry na Mistrzostwa Świata w USA. Na tym turnieju zaliczył tylko jedno spotkanie, przegrane 1:2 z Holandią. W 46. minucie zdobył honorowego gola dla Maroka. W kadrze narodowej grał do 2001 roku.